# Filipe, Cavaleiro de Lorena
Filipe de Lorena (1643 – 8 de dezembro de 1702), também conhecido como Filipe, Cavaleiro de Lorena, foi um nobre francês e o famoso amante de Filipe I, Duque de Orleães, irmão do rei Luís XIV de França.

## Biografia
Filipe de Lorena era o segundo filho do Conde e da Condessa de Harcourt. O seu pai, Henrique de Lorena, foi agraciado com o Condado de Harcourt em 1605 com 4 anos de idade. Henrique foi também o Grande Escudeiro de França, um prestigiado cargo dos estábulos reais, do transporte do rei e da sua comitiva de cerimónias. Era conhecido como Monsieur le Grand. Sua mãe, Margarida Filipa du Cambout, era um membro da antiga Casa do Cambout, cuja linhagem remonta aos Duques Soberanos da Bretanha (século XI –1547). 
Seu irmão mais velho, Luis, foi Conde de Armagnac e marido de Catarina de Neufville, a filha mais nova de Nicolau de Neufville de Villeroy, governador do jovem Luís XIV. Ela era irmã de Francisco de Neufville de Villeroy, o futuro governador de Luís XV. 
Filipe foi o Abade titular de quatro mosteiros: Saint-Pierre, na Diocese de Chartres; Tiron; Saint-Benoit-sur-Loire e  Saint-Jean-des-Vignes de Soissons. 
Conhecido por ser tão belo como um anjo, Filipe tornou-se o amante de Filipe de França, em 1658, apesar de viver no Palais-Royal, em Paris, onde a jovem Princesa Henriqueta Ana, da Inglaterra, foi viver com a mãe, a Rainha Henriqueta Maria. Ambas fugiram de Inglaterra devido à Guerra Civil inglesa e tinham vivido no Palais-Royal, como casa de graça e favor. 
Cavaleiro (como era conhecido) e Henriqueta iriam mais tarde viver juntos devido a circunstâncias muito próximas; Filipe de França casou  com Henriqueta Ana, no Palais-Royal, em 1661. Filipe de França exibia abertamente os seus romances na corte, especialmente, o seu amante de longo prazo, o Cavaleiro de Lorena. Em 1670, Henriqueta Ana morreu de repente, em Saint-Cloud, e suspeitava-se de que o Cavaleiro tinha sido o assassino, mesmo depois da autópsia realizada confirmar que Henriqueta Ana morreu de peritonite causada por uma perfuração da úlcera.
Filipe de França chegou mesmo a dizer a Henriqueta Ana que não a poderia amar sem a permissão do Cavaleiro. 
Sem dúvidas, o primeiro casamento de Filipe de França não foi feliz. Em janeiro de 1670, a sua esposa, ainda viva, pediu ao Rei para aprisionar o Cavaleiro, primeiro perto de Lyon, em seguida, no Mediterrâneo, na ilha-fortaleza de Castelo de If, e, finalmente, foi banido para Roma. Mas em Fevereiro os protestos e apelos de Filipe de França persuadiram o Rei a deixa-lo voltar para a sua comitiva.
Em 1682, o Cavaleiro foi exilado novamente depois de ter sido acusado de seduzir o jovem Conde de Vermandois (filho de Luís XIV e Louise de La Vallière), com os seus subordinados (incluindo o Príncipe de Conti) e de começar a praticar o le vice-italien (apelidação contemporâneo para a homossexualidade). 
Tendo sido autorizado a voltar à corte, foi culpado por ajudar a incitar o casamento entre Filipe d'Orleães, duque de Chartres e Mademoiselle de Blois em 1692. Chartres era filho de Filipe de França com a sua segunda esposa, Isabel Carlota, do Palatinado, que não simpatizou com o Cavaleiro e simplesmente, "tolerava a sua existência". Filipe de França e Isabel Carlota casaram-se em 1671. 
De acordo com Henriqueta Ana, Isabel Carlota e Saint-Simon, Filipe de França era frequentemente manipulado pelo Cavaleiro. Saint-Simon disse também que o Cavaleiro se casou com a sua prima Beatriz Jerónima de Lorena (1662-1738), Abadessa de Remiremont. 
Filipe de França morreu em 1701; nos seus últimos anos tinha perdido a sua colecção de mobiliário, no Palais-Royal (grande parte originária do Palatinado) e o dinheiro da abadia, mas reconciliou-se com Isabel Carlota. O Cavaleiro morreu em 1702, com cerca de 59 anos devido a um ataque de apoplexia, tendo estado com mulheres na noite anterior.
A sua sobrinha, Maria de Lorena, foi a Princesa de Mónaco, como esposa de António I. 
O Cavaleiro de Lorena tem descendentes, incluindo a antiga Condessa de Oeynhausen e o Marquês de Alorna.

## Descendência
- Alexandre bastardo de Lorraine, Cavaleiro de Beauvernois (? – depois de 1734) filho ilegítimo com Claude de Souches.[3]

## Títulos, estilos, honras e armas

### Títulos e estilos
- 1643 – 8 de dezembro de 1702 Sua Alteza o Cavaleiro de Lorena